# IC 2416
IC 2416 ist ein Stern im Sternbild Krebs auf der Ekliptik, den der Astronom Max Wolf am 13. Januar 1901 fälschlich als IC-Objekt beschrieb.